# Virginia Raggi
Virginia Elena Raggi  (Roma, 18 de julio de 1978) es una abogada y política italiana miembro del partido Movimiento 5 Estrellas. Desde 2016 hasta 2021 fue la alcaldesa de Roma, la primera mujer que asume ese cargo en la historia de la capital italiana.

## Trayectoria
Nació en el barrio de San Giovanni-Appio Latino, se formó en el liceo científico Isacco Newton y se licenció en derecho en la Universidad de Roma III  centrándose en derecho civil, judicial y extrajudicial. 
Como jurista es especialista en derechos de autor, propiedad intelectual y nuevas tecnologías. En 2011 se unió al Movimiento 5 Estrellas y constituyó el grupo del Municipio XIV (Roma).
De 2013 a 2015 fue concejala y portavoz del M5E en el Ayuntamiento de Roma, donde se especializó en temas de educación y medio ambiente en la oposición. Dejó de serlo al disolverse el consistorio tras el escándalo de corrupción en el que se vio implicado el entonces alcalde Ignazio Marino del Partido Democrático.
En 2016, fue candidata del Movimiento 5 Estrellas a la Alcaldía de Roma tras ganar las primarias vía internet en su partido (M5E) con 1360 votos. En la primera vuelta de las elecciones municipales celebradas el día 5 de junio, obtuvo el 35,29 % de los votos frente al 24,80 % de Roberto Giachetti, el aspirante del Partido Democrático (PD) de Matteo Renzi. En la segunda vuelta electoral, celebrada el 19 de junio, ganó con el 67,2 % de los votos frente al 32,8 % de su rival, el candidato del Partido Democrático (PD).